# The Shores of Molokai
The Shores of Molokai è il trentasettesimo album in studio del chitarrista statunitense Buckethead, pubblicato il 9 agosto 2012 dalla Hatboxghost Music.

## Descrizione
Settimo disco appartenente alla serie "Buckethead Pikes", The Shores of Molokai è stato reso disponibile inizialmente nel formato digitale tramite il sito ufficiale dei Buckethead Pikes e successivamente il 25 agosto dello stesso anno nel formato fisico.
La melodia da 1:43 a 1:56 nel brano Mannequins Are My Friend è una versione pesante della melodia ascoltabile nel brano Brewer in the Air (dall'album Pepper's Ghost).

## Tracce
Musiche di Buckethead e Dan Monti.
1. Intro – 0:48
2. The Shores of Molokai – 4:18
3. The 5 Masters of Decapitation – 3:57
4. Henry's New Home – 2:15
5. Counter Clockwise – 2:22
6. Stumps on Stilts – 2:57
7. Mannequins Are My Friend – 2:12
8. Smile Without a Face – 2:54
9. Hatchet – 4:45
10. Thermal Exhaust Port – 2:35
11. Melting Man – 2:31

## Formazione
- Buckethead – chitarra
- Dan Monti – basso, missaggio[1]